# Transactions of the New Zealand Institute
Transactions of the New Zealand Institute (abreviado Trans. New Zealand Inst.) es una revista con ilustraciones y descripciones botánicas que fue editada en Nueva Zelanda. Se publicaron los números 41 al 44cen los años 1908-1911. Fue precedida por Transactions and Proceedings of the New Zealand Institute, y reemplazado por Transactions and Proceedings of the New Zealand Institute.